# Indagini a quattro zampe
Indagini a quattro zampe (Dog Tracer) è una serie televisiva animata prodotta da Marina Productions e TF1.

## Trama
Casey è un tassista speciale e Joe è un detective geniale, che si dimostrano più furbi della polizia per la caccia ai malviventi, altro che cacciarsi nei guai.

## Personaggi
- Joe Kelly
- Casey Kelly
- Furbo
- Robusto
- Zip
- Samoots
- Mancino
- Big Bull
- Olivia